# Lupércio (kommun)
Lupércio är en kommun i Brasilien.   Den ligger i delstaten São Paulo, i den södra delen av landet, 800 km söder om huvudstaden Brasília. Antalet invånare är 4 353.
Följande samhällen finns i Lupércio:
- Lupércio

Omgivningarna runt Lupércio är huvudsakligen savann. Runt Lupércio är det ganska glesbefolkat, med 34 invånare per kvadratkilometer.